# Società Adriatica di Elettricità
La Società Adriatica Di Elettricità (SADE) è stata una società elettrica privata.

## Storia
Venne fondata da Giuseppe Volpi, futuro conte di Misurata, e dal conte Ruggero Revedin il 31 gennaio 1905 a Venezia, «per la costruzione e l'esercizio di impianti per la generazione, trasmissione e la distribuzione di energia elettrica in Italia e all'estero». Ruggero Revedin e Amedeo Corinaldi ne furono i primi presidenti e Giuseppe Volpi, inizialmente consigliere delegato, ne divenne presidente dal 1912.
All'atto della costituzione, la SADE aveva un capitale di 300 000 lire suddiviso in 3 000 azioni da 100 lire cadauna. La società rappresentò la base tecnica e indispensabile per la trasformazione sociale del Veneto da agricolo a industriale.
A Venezia la società aveva la propria sede legale e principale a Palazzo Balbi, che acquistò nel 1925 e che provvide a far restaurare e riallestire a cura dell'architetto Samuele Mantegazza, con l'affiancamento dell'ingegnere Giuseppe Muzzi.

### Dalle origini alla prima guerra mondiale
Le prime attività della SADE sono modeste e si limitano all'acquisto degli impianti di produzione e distribuzione di Cividale del Friuli, Palmanova e successivamente di quelli di Oderzo e Motta di Livenza, per una potenza che non raggiunge complessivamente 300 kW. Con l'aumento del capitale, portato a 4 750 000 lire nel novembre del 1905, la nuova società dà l'avvio al suo programma con l'acquisto nelle provincie di Bari e Padova di alcuni gruppi di impianti di produzione e distribuzione, tra cui l'impianto idroelettrico del Caorame (affluente del Piave) della potenza di 300 kW.
Nello stesso anno viene nominato direttore della società Achille Gaggia, che alla elettrificazione delle zone comprese tra il Carnaro e il Marecchia, dedica con entusiasmo passione e competenza vent'anni della sua vita. Lo sviluppo della SADE prosegue con l'acquisto degli impianti di produzione e distribuzione di Chioggia, di Faenza e di alcuni centri della provincia di Vicenza. Vengono inoltre assunte partecipazioni nelle società, successivamente incorporate: Forze Motrici Cismon Brenta, concessionaria dell'impianto idroelettrico del Cismon, uno dei più arditi dell'epoca (centrale di Pedesalto della potenza di 6600 kW) ed Elettrica Milani di Verona, che dispone degli impianti di produzione dell'Adige (centrali di Sorio Vecchia e Colombarolo della potenza complessiva di 9000 kW).
La SADE, per assicurare una adeguata e regolare fornitura di energia nelle zone già servite, costruisce una rete di trasporto a 30 kV alimentata anche dagli impianti del Cellina (centrali di Malnisio, Giais  e Partidor) e del Lago di Santa Croce (centrali di Fadalto Vecchia e Nove Vecchia della potenza complessiva di 15000 kW) della Società Italiana per l'Utilizzazione delle Forze Idrauliche del Veneto (S.I.U.F.I.V), nota come Società del Cellina che più tardi verrà pure incorporata dalla SADE. Il funzionamento in parallelo delle centrali di produzione, collegate tra loro e con i centri di consumo attraverso la sempre più estesa rete di trasporto, consente non soltanto una maggior utilizzazione delle disponibilità idrauliche ma anche l'esclusione dal servizio continuo delle centrali termoelettriche di Venezia, Padova, Ferrara, Ravenna ecc., ridotte così a funzione di riserva.
All'inizio del 1915 la SADE esercita ormai la distribuzione in numerosi centri delle provincie di Udine, Belluno, Treviso, Vicenza, Venezia, Verona, Padova. Rovigo, Ferrara, Forlì, Ravenna, oltre che nelle Puglie. Con l'entrata in guerra dell'Italia nel 1915 gran parte della attività della SADE viene a svolgersi nelle zone del Fronte. L'organizzazione tecnica della Società è così posta al servizio del Paese e a completa disposizione dell'Esercito per far fronte alle esigenze belliche: ciò vale alla SADE l'apprezzamento e l'elogio da parte del Sottosegretario alle Armi e Munizioni e dell'Intendente Generale dell'Esercito.
Per lo stato di guerra, la SADE non può intraprendere lavori per la realizzazione di nuovi impianti, infatti il primo impianto della SADE messo in esercizio dopo il conflitto fu la centrale del Partidor, nel 1919, terzo salto degli impianti del Cellina, della potenza di 3500 kW, ed effettua l'aumento della tensione della rete di trasporto, passando a 60 kV le linee che dalle centrali di Fadalto, Nove, Giais e Malnisio si diramano nella pianura veneto-emiliana fino a Bologna, per l'allacciamento con la Società Bolognese di Elettricità. La SADE estende il proprio campo di azione alle Marche, assicurandosi centrali di produzione e zone di distribuzione nelle provincie di Ancona e Macerata ed attuando quel collegamento tra gli impianti alpini e quelli appenninici che pochi mesi dopo si rivelerà provvidenziale. Proprio mentre più si fa feroce la lotta sul fronte di guerra, va ricordato che la SADE dà particolare impulso ad una grande opera di pace: l'elettrificazione delle bonifiche.
Il disastro di Caporetto colpisce direttamente e gravemente la SADE che tra il 5 e l'11 novembre 1917 perde le sue maggiori fonti di energia, situate nel territorio occupato dal nemico. Le poche centrali idroelettriche rimaste in esercizio (il cui nucleo principale è dato dagli impianti dell'Adige) ed i collegamenti per quell'epoca arditi, realizzati a tempo di primato tra le reti della Romagna e le reti marchigiane e tra gli impianti dell'Adige e gli impianti lombardi, consentono di apportare, capovolgendo in certo qual modo il sistema di produzione e di trasporto fino allora in atto, un servizio sufficiente ai principali bisogni della zona di operazioni, servizio che tra crescenti difficoltà prosegue fino alla battaglia di Vittorio Veneto, nel novembre 1918.

### Dalla prima alla seconda guerra mondiale
Il lavoro di ripristino degli impianti distrutti e danneggiati dalla guerra è intenso e rapido, così per il Natale del 1918 le centrali idroelettriche di Malnisio e di Nove possono di nuovo far convergere la loro energia a Mestre.
La ricostruzione è praticamente compiuta entro il 1919, nel mentre la distribuzione viene estesa alla Venezia Giulia e all'Istria e si iniziano i lavori per i nuovi impianti idroelettrici del Lago di Santa Croce. Alla realizzazione del Porto Industriale di Venezia-Marghera, ideata e voluta da Giuseppe Volpi, che ha inizio nel 1919, la SADE partecipa con la costruzione di una centrale termoelettrica (caldaie alimentate a carbone per la produzione di vapore, turbo gruppi) che dalla potenza iniziale di 30000 kW si svilupperà gradualmente fino a raggiungere la potenza di 230000 kW.
Contemporaneamente viene sempre più estesa la rete di trasporto: i quantitativi di energia da convogliare e le distanze da superare conducono, nel 1924, alla costruzione della prima linea a 150 kV dalle centrali degli impianti Piave-Santa Croce a Portomaggiore (Ferrara) da una parte e a Trieste dall'altra. La zona di attività della SADE, che si sviluppa dalle Alpi Venete al mare Adriatico fino alla Romagna, viene ulteriormente estesa all'Emilia con l'assunzione di una partecipazione nella Società Bolognese di Elettricità, che distribuisce energia in Bologna e dispone degli impianti idroelettrici del Brasimone (centrali di Santa Maria e Le Piane della potenza originaria complessiva di 15400 kW).
Nel 1930, con l'entrata in esercizio della centrale del Livenza, presso Sacile risultano completati gli impianti Piave-Santa Croce, che possono sviluppare in otto centrali una potenza di circa 190000 kW, mentre sul Basso Piave sono in funzione già dall'anno precedente le due centrali di Pederobba e Croce del Gallo, di complessivi 5000 kW. In un vasto programma di scambi di energia con le società limitrofe si effettua la costruzione di una linea collegamento a 150 kV fra gli impianti della SADE e quelli di Cardano della SIP attraverso Feltre. Nel 1933 viene acquistato dalla Società Forze Idrauliche dell'Alto Cadore di Alessandro Marco Barnabò l'impianto Piave-Ansiei (centrale di Pelos della potenza di 30000 kW), costruito intorno al 1930.
Dal 1936 al 1943, per far fronte al sempre crescente fabbisogno di energia, tenuto conto delle caratteristiche della zona di distribuzione, la SADE costruisce gli impianti Medio Cordevole, la diga del Ghirlo con le centrali di Cencenighe, Agordo e La Stanga della potenza complessiva di 90000 kW, gli impianti dell'Isonzo, centrali di Doblari della potenza complessiva di 48000 kW e la centrale di Sorio Nuova sull'Adige della potenza di 12500 kW, in sostituzione ed ampliamento delle vecchie centrali di Colombarolo e Sorio Vecchia. Si iniziano inoltre i lavori dell'impianto Lumiei-Alto Tagliamento e quelli preparatori dell'impianto Piave-Boite-Mae-Vajont, destinato a divenire il più importante della SADE. Ma per la seconda volta nel giro di pochi lustri la SADE si trova a subire direttamente le conseguenze di un'altra grande guerra.
Achille Gaggia diventa presidente. Nel luglio e settembre 1943, gli avvenimenti politico-militari impongono variazioni e riduzioni nei programmi di lavoro tuttavia, per quanto consentito dalle eccezionali circostanze, continuano quelli dell'impianto Lumiei-Alto Tagliamento. Le operazioni belliche investono in vario modo tutte le zone della SADE, dalla linea gotica alle Alpi. Aumentano di giorno in giorno le distruzioni e i danni agli impianti di produzione e distribuzione e conseguentemente le difficoltà per assicurare un regolare e continuo servizio.

### Dalla fine della seconda guerra mondiale al 1955
La fine della guerra pone la SADE di fronte ai complessi e imponenti problemi della ricostruzione, aggravati dalla perdita di due fra le più importanti e moderne centrali di produzione, quelle di Doblari e Plava, località sull'Isonzo del comune di Canale d'Isonzo, e delle zone di distribuzione delle provincie di Fiume a Pola e di parte delle provincie di Trieste e Gorizia. L'opera di ricostruzione viene condotta con grande velocità, tanto da poter sino dal giugno 1945 riprendere regolare servizio anche a sud del Po a mezzo delle stazioni di trasformazione di Ferrara, Codigoro e Bologna e successivamente di quelle di Portomaggiore, Forlì e Ravenna.
Il 16 novembre 1947, muore a Roma il conte Giuseppe Volpi fondatore della SADE.
Vengono ripresi a pieno ritmo i lavori per l'impianto Lumiei- Alto Tagliamento, con la diga di Sauris e la centrale dedicata a Giuseppe Volpi di Ampezzo, della potenza di 60000 kW inaugurata nel 1948, e quelli per l'impianto Piave-Boite-Mae-Vajont. Viene iniziata la costruzione degli impianti Alto Cordevole e Cordevole-Mis-Piave. Alla fine del 1949 viene completata la diga di Pieve di Cadore dell'impianto Piave- Boite-Mae-Vajont, nel 1951 la diga di Val Gallina (con serbatoio facente funzione da vasca di carico) così da permettere l'entrata in servizio la centrale di Soverzene nel 1953, dedicata ad Achille Gaggia da poco defunto, con i primi due gruppi della potenza complessiva di 110000 kW, che raggiungerà i 220000 kW su quattro gruppi, entro il 1955. Nel 1952 si collauda la diga di Valle di Cadore sul Boite, costruita nella stretta del ponte di Pocroce.
Nel 1950 viene completata la Colonia estiva della Società Adriatica di Elettricità a Marebello di Rimini per ospitare i figli dei dipendenti della società.
Nel 1951 si dà inizio ai lavori per l'utilizzazione del Medio e Basso Cellina. L'alluvione del Polesine, nel novembre dello stesso anno, colpisce gravemente una vasta zona della distribuzione e compromette la continuità del trasporto di energia dalle centrali alpine alla pianura emiliana, tuttavia si provvede rapidamente ad assicurare le forniture nella zona allagata e il ripristino degli impianti danneggiati. Mentre si completa la linea a 220 kV da Soverzene a Bologna, con le stazioni di trasformazione di Scorzè e Colunga (Bologna), viene costruita la linea a 220 kV Lienz-Pelos, primo passo per gli scambi di energia tra le reti austriache e quelle della SADE.
Nel 1952 si dà inizio alla costruzione della diga "La Stua" in Val Canzoi sul torrente Caorame. Il suo serbatoio alimenterà la centrale di "La Guarda". Nel periodo 1953-1955 entrano in servizio le centrali di Barcis, San Foca e Villa Rinaldi (impianti del Cellina) della potenza complessiva di 19200 kW, alimentate dal serbatoio di Barcis. Il 18 marzo 1953, muore a Roma il presidente Achille Gaggia. Prende il suo posto il conte Vittorio Cini. Nel 1954, viene stipulato un accordo con il Consorzio Canale della Vittoria a fini irrigui, per la restituzione dell'acqua del Piave sottratta dalla traversa di Soverzene per alimentare il lago di Santa Croce e gli impianti del Fadalto e del Livenza.
Nel 1955 entra in servizio la centrale di Gardona (impianto Piave-Boite-Mae-Vajont), alimentata dalla diga provvisoria sul Maè, della potenza di 18000 kW. Degli impianti del Cordevole, viene pure portata a termine la costruzione della diga di Fedaia e la centrale di Malga Ciapela, della potenza di 20000 kW con le centrali di Saviner (13000 kW), Taibon, (presa torrente Tegnas) e Camolino alimentata provvisoriamente dagli scarichi della centrale della Stanga (20000 kW). Viene dato nel contempo inizio alla costruzione dell'impianto idroelettrico di Somplago, sul Medio Tagliamento, della potenza di 275000 kW.

### Dal 1955 alla nazionalizzazione del 1963
Nel 1955, al compimento del suo cinquantesimo anno di vita, la consistenza tecnica ed organizzativa della SADE si riassume nei seguenti dati:
- Impianti idroelettrici, in esercizio o in corso di costruzione, per una complessiva potenza efficiente di circa 1 milione di kW ed una producibilità media annua di circa 4 miliardi di kWh;
- Impianti termoelettrici, in esercizio o in corso di completamento, per una complessiva potenza efficiente di 230000 kW ed una producibilità annua dell'ordine di 1 miliardo di kWh;
- Impianti di trasporto, comprendenti una rete A.T. (da 30000 V a 220000 V) con uno sviluppo di oltre 4000 km km di terna e stazioni di trasformazione primaria per una complessiva potenza installata di 2 milioni di kVA;
- Impianti di distribuzione, comprendenti una rete di distribuzione A.T. con uno sviluppo di 12000 km, una rete b.t. con uno sviluppo di oltre 25000 km e circa 7 000 cabine di distribuzione. La rete di distribuzione serve 1 300 000 utenti e si sviluppa su un territorio di 35000 km², con 14 provincie, 800 comuni ed una popolazione di 7 milioni di abitanti.

Il gruppo che fa capo alla Società Adriatica di Elettricità comprende le Aziende: Idroelettrica, Servizio Primario, di Distribuzione Cellina, Elettrica Euganea, Elettrica Padana, Elettrica Val Brenta, Elettrica Veneto Centrale e le Società Consociate: Bellunese per l'Industria Elettrica, Bolognese di Elettricità, Priulana di Elettricità, Elettrica Interprovinciale, Elettrica Romagnola, Anonima Elettrica Trevigiana, Elettrica della Venezia Giulia e Termoelettrica Veneta. La SADE è inoltre largamente interessata nelle Società Idroelettrica Medio Adige (SIMA), Idroelettrica del Grappa, Elettricità Ponale ed Idroelettrica dell'Alto Savio.
L'organizzazione della SADE comprende 7 000 lavoratori, dei quali, 100 dirigenti, 2 700 impiegati e 4 200 operai. Tra le molteplici istituzioni assistenziali vanno ricordate: la colonia alpina «Vena d'Oro» a Ponte nelle Alpi e le sue colonie marine al Lido di Venezia e a Marebello di Rimini, capaci complessivamente di 1 800 ospiti all'anno. Le provvidenze hanno consentito l'assegnazione al personale di oltre 1 500 abitazioni, fornite direttamente o tramite convenzioni con Enti Immobiliari (Istituti Autonomi per le Case Popolari delle varie provincie e piano INA-Casa).
Nel 1956, viene completata la diga di Pontesei sul Maè. Entra in funzione la centrale di Malga Ciapela, alimentata dal serbatoio della diga di Fedaia. Nel 1957, si dà inizio ai lavori per la costruzione di due dighe. La diga del Vajont, tra le provincie di Udine e Belluno, e la diga del Mis, nel comune di Sospirolo. Nello stesso anno, la SADE, diede inizio alla costruzione di una nuova sede operativa, edificando sul Rio Nuovo a Venezia, un palazzo in vetro e cemento, opera degli architetti milanesi Luigi Vietti e Cesare Pea.
Nel 1959 iniziano i lavori di costruzione del canale Castelletto-Nervesa. Lungo oltre 20 km, parte a valle dallo scarico della centrale di Castelletto in funzione dal 1923 (nei pressi di Cappella Maggiore) passando a 18600 kW. Il suddetto canale, per due terzi all'aperto e per il resto in galleria e in sifone, sbocca nel Piave all'altezza di Nervesa della Battaglia. Così si è pervenuti a una più elastica e regolare alimentazione, con congruo aumento di dotazione, del Consorzio Canale della Vittoria, eliminando le gravi perdite lungo I'alveo del Piave nel percorso fra lo scarico di Soverzene e Ia presa di Nervesa. La nuova sistemazione è inoltre collegata con l'aumento di competenze di altri Consorzi irrigui che sono stati tutti avvantaggiati dalla costruzione del Canale Castelletto-Nervesa. Si è ottenuto in tal modo un aumento di produzione per le centrali dell'impianto Piave-Santa Croce.
Nel 1960, sono terminate le dighe di Vodo di Cadore, sul Boite, e del Vajont sul torrente omonimo. Viene messa in funzione la centrale di Pontesei, alimentata dal serbatoio di Vodo, andando così ad incrementare la produzione della centrale di Gardona. Sempre nello stesso anno, viene terminata la diga di Busche, e messa in funzione la centrale di Quero. Nel 1961, entra in funzione in relazione al canale Castelletto-Nervesa la centrale di San Floriano Nuova, nei pressi di Vittorio Veneto, dotata di un gruppo a "bulbo" composto da una turbina Kaplan e alternatore ad asse orizzontale completamente sommersi, della potenza efficiente di 9000 kW. Si completa la costruzione della galleria di by-pass sul Vajont.
Nel 1962 si termina la costruzione diga del Mis, e il canale Castelletto-Nervesa. Entra in servizio la centrale del Colomber, presso la diga del Vajont. A livello operativo, la SADE era articolata in servizi, ciascuno con le proprie competenze e una propria direzione, immediati riporti di due distinti direttori generali.
Al termine del 1962, le linee di trasporto dell'energia erano così suddivise:
- Terne a 220 kV: 579 km;
- Terne a 132 kV: 1621 km;
- Terne a 60 kV: 965 km.

Il trasporto, veniva disciplinato da un Ufficio Movimento Energia, con un ripartitore di carico avente sede presso la stazione di trasformazione di Scorzè, il quale controllava le manovre ed i programmi di produzione e carico della rete. Per le scelte tecniche, sia di gestione del sistema idraulico, sia di produzione di energia elettrica e di distribuzione, questa società elettrica rimase sempre all'avanguardia, non solo in Italia, ma in Europa e nel mondo. La SADE diversificò i propri investimenti ed in particolare assunse il controllo di alcune società gestrici di acquedotti, come la Società Acque Potabili di Torino e la Società dell'Acqua Pia Antica Marcia di Roma.
Con la legge del 6 dicembre 1962 n. 1643, tutte le imprese elettriche vennero nazionalizzate, diventando proprietà dell'Enel (Ente Nazionale Energia Elettrica). La nazionalizzazione innescò un processo di differenziazione finanziaria e operativa delle varie società elettriche interessate. La SADE venne successivamente travolta dalle vicende giudiziarie conseguenti alla tragedia del Vajont e giunse alla fusione con la Montecatini.

## Elenco dei presidenti

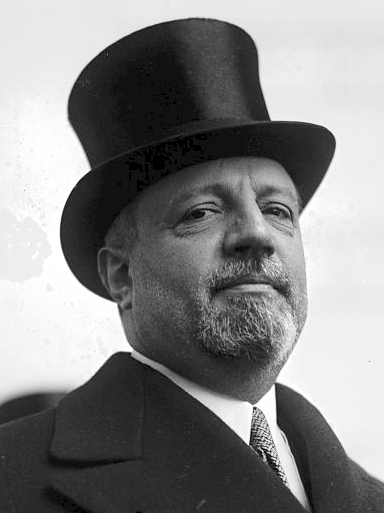
Giuseppe Volpi, conte di Misurata

ingegnere Achille Gaggia

Vittorio Cini, conte di Monselice

- Ruggero Revedin (1905-1910)
- Amedeo Corinaldi (1910-1912)
- Giuseppe Volpi (1912-1943)
- Achille Gaggia (1943-1953)
- Vittorio Cini (1953-1963)